# I samma bil
"I samma bil" är en låt av den svenska gruppen Bo Kaspers orkester, skriven av bandets fyra medlemmar för albumet Hund, 2006. Låten släpptes även på singel den 30 augusti 2006 och blev en nordisk hit. Den placerade sig som bäst på #9 på den svenska singellistan. Vodafone använde sig av låten som reklamjingel under 2006, varför singeln gavs visst medialt utrymme innan den var släppt. 

## Singeln
På singellistorna låg den som högst på nionde plats i Sverige och på 16:e plats i Norge. Den gick även in på Svensktoppen, där den låg på listan i omgångar under perioden 17 september-10 december 2006 med femteplats som högsta placering, och Trackslistan. Låten användes flitigt i 3:s reklam under 2006. I låten spelas två basar.

### Låtlista
1. "I samma bil" - 3:50
2. "I samma bil" (instrumental) - 3:48

I Sveriges Radios humorprogram Deluxe i P3 och Framåt fredag i P4 gjordes parodier, med texterna "I permobil" respektive "Han åker i taxibil" .

## Listplaceringar
| Lista (2006-2007) | Topplacering |
| ----------------- | ------------ |
| Norge             | 16           |
| Sverige           | 9            |